# Buyruk
Buyruk (Dansk: befaling, ordre) refererer til nogle af alevismens mest betydningsfulde skriftlige kilder.
Alevitter skelner generelt mellem to former for Buyruk; den store (Büyük Buyruk) og den lille (Küçük Buyruk). Den første kaldes også Imam Jafar's Buyruk (İmam Cafer-i Sadık Buyruğu), mens den sidste kaldes Sheikh Safi's Buyruk (Şeyh Safi Buyruğu).
Buyruk er findes ikke som en enkelt, systematiseret bog, men som mange gamle håndskrevne tekst-eksemplarer (nüsha) skrevet på osmannisk tyrkisk. Disse tekster findes opbevaret hos mange ocak-slægter, og stammer tilbage fra Det Safavidiske Rige. Kun nogle af disse eksemplarer er blevet omskrevet til moderne tyrkisk. Det første eksemplar som blev omskrevet og udgivet offentligt, var Sefer Aytekin's "Buyruk" fra 1958.
Navnet Buyruk er et nyere navn på kilderne, som oprindeligt benævntes med navnene Manāqib al-Asrār Bahjat al-Ahrār, Manāqib al-Awliyā eller Manāqib al-Imām Jāfar. Der kendes ikke til en oprindelig udgave af Buyruk, men det ældste eksemplar, som hidtil er blevet undersøgt, stammer fra 1608. Kilden menes derfor oprindeligt at være trykt af safaviderne i 1500-tallet.